# 2015 en Saskatchewan
Chronologie de la Saskatchewan
- 2011
- 2012
- 2013
- 2014
- 2015
- 2016
- 2017
- 2018
- 2019

Cette page concerne des événements d'actualité qui se sont produits durant l'année 2015 dans la province canadienne de la Saskatchewan.

## Politique
- Premier ministre : Brad Wall (Parti saskatchewanais)
- Chef de l'Opposition : Cam Broten (NPD)
- Lieutenant-gouverneur : Vaughn Solomon Schofield
- Législature : 27e

## Décès
- 31 janvier : Vic Howe, joueur de hockey sur glace.